# Scoliopteryginae
 (juillet 2024).
Si vous disposez d'ouvrages ou d'articles de référence ou si vous connaissez des sites web de qualité traitant du thème abordé ici, merci de compléter l'article en donnant les références utiles à sa vérifiabilité et en les liant à la section « Notes et références ».
Sous-famille
Les Scoliopteryginae sont une sous-famille de papillons de nuit de la famille des Erebidae. Les larves ont des soies supplémentaires distinctives sur les premier à septième segments abdominaux. De nombreux papillons adultes de la sous-famille ont une trompe adaptée pour percer la peau des fruits, permettant ainsi la consommation du jus du fruit.

## Liste des tribus
Selon ITIS (16 juillet 2024) :
- Anomini Grote, 1882
- Scoliopterygini Herrich-Schäffer, 1852

## Taxonomie
Le nom valide complet (avec auteur) de ce taxon est Scoliopteryginae Herrich-Schäffer, 1852.
Des études phylogénétiques ont montré que cette sous-famille est un groupe monophylétique fortement soutenu contenant les tribus Anomini et Scoliopterygini, qui avaient auparavant été incluses dans la sous-famille des Calpinae de la famille Noctuidae,.